# Frankenhöhe
Frankenhöhe er en op til 554 moh. høj bjergryg i delstaterne Bayern og Baden-Württemberg i det sydlige Tyskland.

## Geografi
Frankenhöhe ligger på begge sider af grænsen mellem Bayern (den største del) og Baden-Württemberg (en mindre del) i den vestlige del a<f Mittelfranken i landkreisene Ansbach Schwäbisch Hall, dens sydlige udløbere når ind i Ostalbkreis, hvor de går over i landskabet Virngrund. Højderyggen ligger cirka halvejs mellemm Nürnberg og Stuttgart sydøst for Rothenburg, øst for Crailsheim og nordøst for Ellwangen. Den Nordlige og centrale del af Frankenhöhe udgør den vestlige del af Naturpark Frankenhöhe.

## Bjerge
Til bjergene i Frankenhöhe hører:
- Hornberg (554 m)
- Birkenberg (547 m)
- Laubersberg (517 m)
- Büttelberg (535 m)
- Eichelberg (530 m)
- Hohe Leite (515 m)

## Kommuner og landsbyer
I Frankenhöhe ligger 
- Burgbernheim
- Diebach
- Dombühl
- Marktbergel
- Markt Erlbach
- Schillingsfürst
- Trautskirchen
- Wettringen
- Wörnitz

## Vandløb
Disse vandløb har der deres udspring i Frankenhöhe:
- Aisch
- Altmühl
- Aurach
- Fränkische Rezat
- Tauber
- Wörnitz
- Zenn

49°22′57″N 10°24′42″Ø / 49.3825°N 10.4117°Ø